# LaSalle (métro de Chicago)
Pour les articles homonymes, voir La Salle.
LaSalle est une station souterraine du métro de Chicago sur le tronçon du Milwaukee-Dearborn Subway de la ligne bleue. Elle est composée d’un quai en îlot central. 
La station se situe à proximité du Loop et du Chicago Board of Trade ainsi que de la LaSalle Street Station ou une correspondance vers le Metra est possible. 
LaSalle fut ouverte le 25 février 1951 comme terminus sud de la ligne du Milwaukee-Dearborn Subway avant que la ligne ne soit prolongée vers Forest Park en utilisant la Congress Branch en 1958.

## Les correspondances avec lebus
Avec les bus de la Chicago Transit Authority :
- #1 Indiana/Hyde Park
- #7 Harrison
- #22 Clark
- #24 Wentworth
- #36 Broadway
- #126 Jackson
- #129 West Loop/South Loop
- #130 Museum Campus (Summer Service Only)
- #132 Goose Island Express
- #145 Wilson/Michigan Express
- #151 Sheridan (Owl Service)

## Dessertes
| Nord/Ouest               |  |             |  | Sud/Est                  |
| ------------------------ |  | ----------- |  | ------------------------ |
| Clinton vers Forest Park |  | ligne bleue |  | Jackson (en) vers O'Hare |
| modifier sur Wikidata    |  |             |  |                          |